# قلعة تشهل در
قلعة تشهل در (بالفارسية: قلعه چهل در) هي قلعة تاريخية تعود إلى عصر القرن السادس والسابع الهجري، وتقع في مقاطعة سوادكوه.